# Белозёрский поселковый совет
Белозёрский поселковый совет (укр. Білозерська селищна рада) — входит в состав
Белозёрского района
Херсонской области
Украины.
Административный центр поселкового совета находится в 
пгт Белозерка
.

## История
- 1780 — дата образования.

## Населённые пункты совета
- пгт Белозерка

## Ликвидированные населённые пункты совета
- пос. Черешенки
- пос. Разлив